# 背瘤丽蚌
背瘤丽蚌（学名：Lamprotula leai）为蚌科丽蚌属的动物，俗名麻歪歪、平壳、麻皮蚌、猪耳壳。

## 分佈
本物種分佈於越南湄公河流域及北部灣，以及中国大陆的河北、安徽、江苏、浙江、江西、湖北、湖南、广东、广西等地。
常生活于水深、冬季不干枯水质澄清的河流及其相通的湖泊内，一般多栖息于上层为泥层以及下层为沙底的环境中。